# Park Narodowy Schiermonnikoog
Park Narodowy Schiermonnikoog – park narodowy w prowincji Fryzja, w Holandii. Obejmuje głównie wyspę Schiermonnikoog.
Wyspa powstała podczas ostatniego okresu lodowcowego, a jej kształt wielokrotnie się zmieniał. Na wyspie żyło dawniej niewiele ludzi, a byli to głównie rybacy. Około roku 1900 rozpoczęto tutaj zalesianie, mające na celu zapobieżenie ruchom piasków. Aby chronić wyspę i jej mieszkańców stworzono liczne groble, a część terenów podmokłych przemieniono w poldery. W XX wieku rekreacja i turystyka zyskały na znaczeniu, więc część wyspy stała się rezerwatem przyrody.
Wyspa posiada bogatą florę i faunę. Na wydmach występują: głóg jednoszyjkowy, rokitnik zwyczajny, wiciokrzew, a na terenach podmokłych zatrwian, aster solny oraz soliród. Pojawiają się tu także liczne ptaki: krwawodziób, bernikla białolica, platalea, błotniak zbożowy, ostrygojady, biegus rdzawy, szlamnik zwyczajny, numenius i mewa srebrzysta. Dawniej żyło tu wiele zajęcy, ale ze względu na choroby, są one dzisiaj bardzo rzadkie. W morzu znajdziemy fokę szarą oraz fokę pospolitą.
Wyspa jest jednym z najlepiej chronionych parków narodowych w Holandii, mimo dużego napływu turystów.